# أتو وكاز ونيك
أتو وكاز ونيك هم تمائم كأس العالم لكرة القدم 2002 الذي عقد في كل من اليابان وكوريا الجنوبية.
تكونت من مخلوق برتقالي وآخر بنفسجي وآخر أزرق وهي عبارة عن مخلوقات حاسوبية ولدت جميعاً في رياضة كرة القدم الخيالية، أتو هو المدرب بينما كاز ونيك من اللاعبين. وقد تم اختيار ثلاثة من الأسماء الفردية مختصرة من قبل المستخدمين على شبكة الإنترنت وعلى منافذ ماكدونالدز في البلدان المضيفة.

## مقالات ذات صلة
- تمائم كأس العالم لكرة القدم
- كأس العالم لكرة القدم 2002